# تابديت
تَبَدِيت قرية تتبع معتمدية الرديف إداريا تقع غرب ولاية قفصة من الجنوب الغربي التونسي، جنوب غرب مدينة أم العرائس وشمال شرق مدينة الرديف وشمال غرب مدينة المتلوي.